# U-Bahnhof Messe
Der U-Bahnhof Messe (Abkürzung: ME) ist der sechste U-Bahnhof der Nürnberger U-Bahn und wurde am 1. März 1972 eröffnet. Er ist 506 m vom U-Bahnhof Bauernfeindstraße und 709 m vom U-Bahnhof Langwasser Nord entfernt. An den Bahnhof schließt sich Richtung Langwasser eine Abstell- und Kehranlage an. Bis 1974 hieß der Bahnhof Neuselsbrunn und bis zum Fahrplanwechsel 1999/2000 Messezentrum. Benannt ist der U-Bahnhof nach den Ausstellungshallen der Nürnberger Messe.
Die Zahl der täglichen Fahrgäste schwankt dabei stark. Außerhalb der Messesaison steigen durchschnittlich 1600 Fahrgäste ein und aus, an gewöhnlichen Messetagen 5000 bis 7000. Die bisherige Rekordmarke wurde beim Kirchentag 2023 erreicht, als an drei Tagen jeweils 32.000 Fahrgäste gezählt wurden.

## Lage

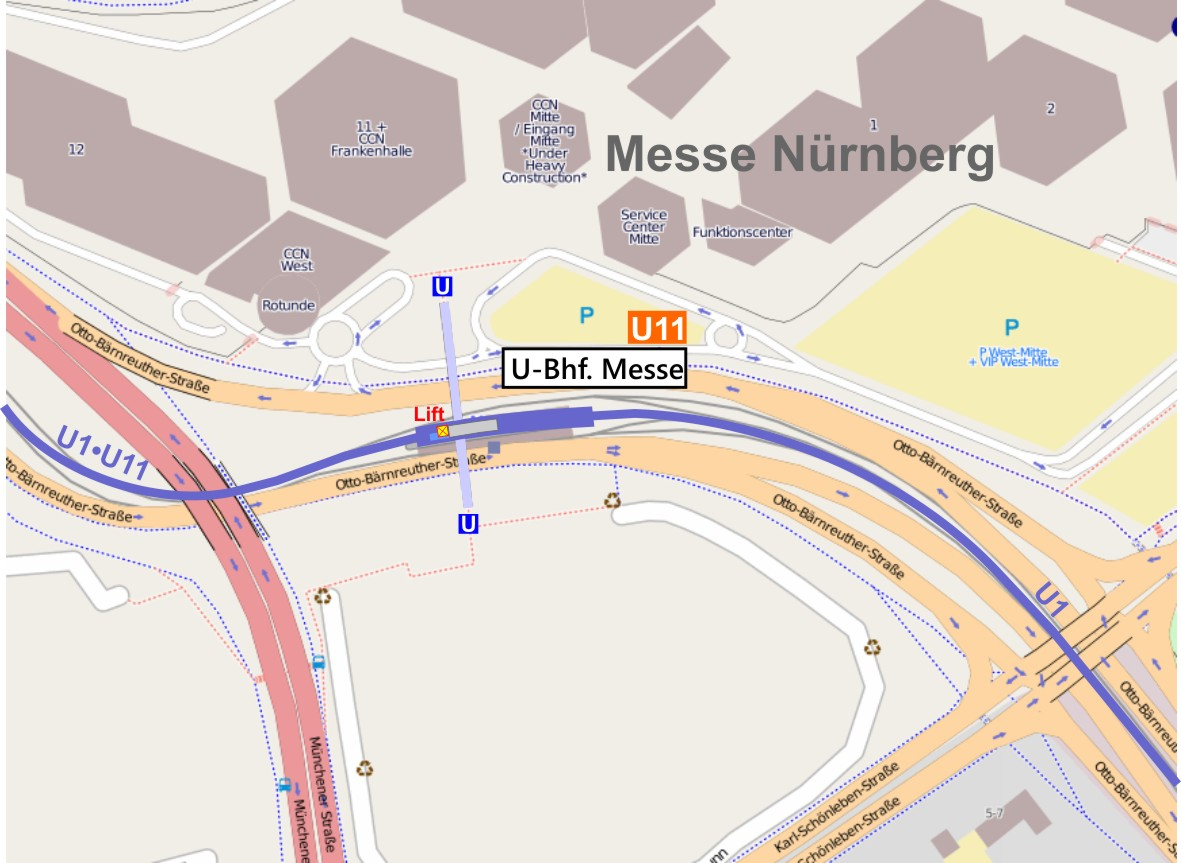
Lageplan

Der Bahnhof liegt im Nürnberger Stadtteil Neuselsbrunn oberirdisch inmitten der Otto-Bärnreuther-Straße. Beide Aufgänge führen zu einem Fußgängersteg, der vom Eingang der Messe bis nach Neuselsbrunn führt. Der Aufzug führt vom Bahnsteig ebenfalls zum Fußgängersteg.
In direkter Umgebung des Bahnhofs befindet sich die Messe Nürnberg.

## Geschichte
Die Station entstand parallel zur Planung und Realisierung des Messeareals. Die Bauarbeiten für das 90 m lange Bahnhofsbauwerk begannen 1967.
Die Station wurde in der Planung zunächst als „Neuselsbrunn“ bezeichnet. Als am 1. März 1972 der U-Bahn-Betrieb zwischen Landwasser Süd und Bauernfeindstraße aufgenommen wurde, wurde die Station auf Schildern bereits als „Messezentrum“ bezeichnet. Die Station wurde zur Nürnberger Spielwarenmesse 1973 in Betrieb genommen.
1982 wurden ein Personenaufzug sowie eine weitere Treppe in westlicher Richtung nachgerüstet.
Im November 1999 wurde die Station in „Messe“ umbenannt.
Zwischen Dezember 1999 und Februar 2000 wurde der im Stil der 1960er mit unverkleidetem Sichtbeton erstellte Bahnhof renoviert. Nachgerüstet wurden eine Toilettenanlage sowie windgeschützte Sitzgelegenheiten für die Fahrgäste. Der Aufgang zum Fußgängersteg ist ebenso wie die Dachstützen grau gestrichen, die Decke und die Außenwände des Aufgangs sind pastellblau gestrichen. Zusätzlich sind an den Außenwänden weiße Paneelen und Grafiken angebracht.

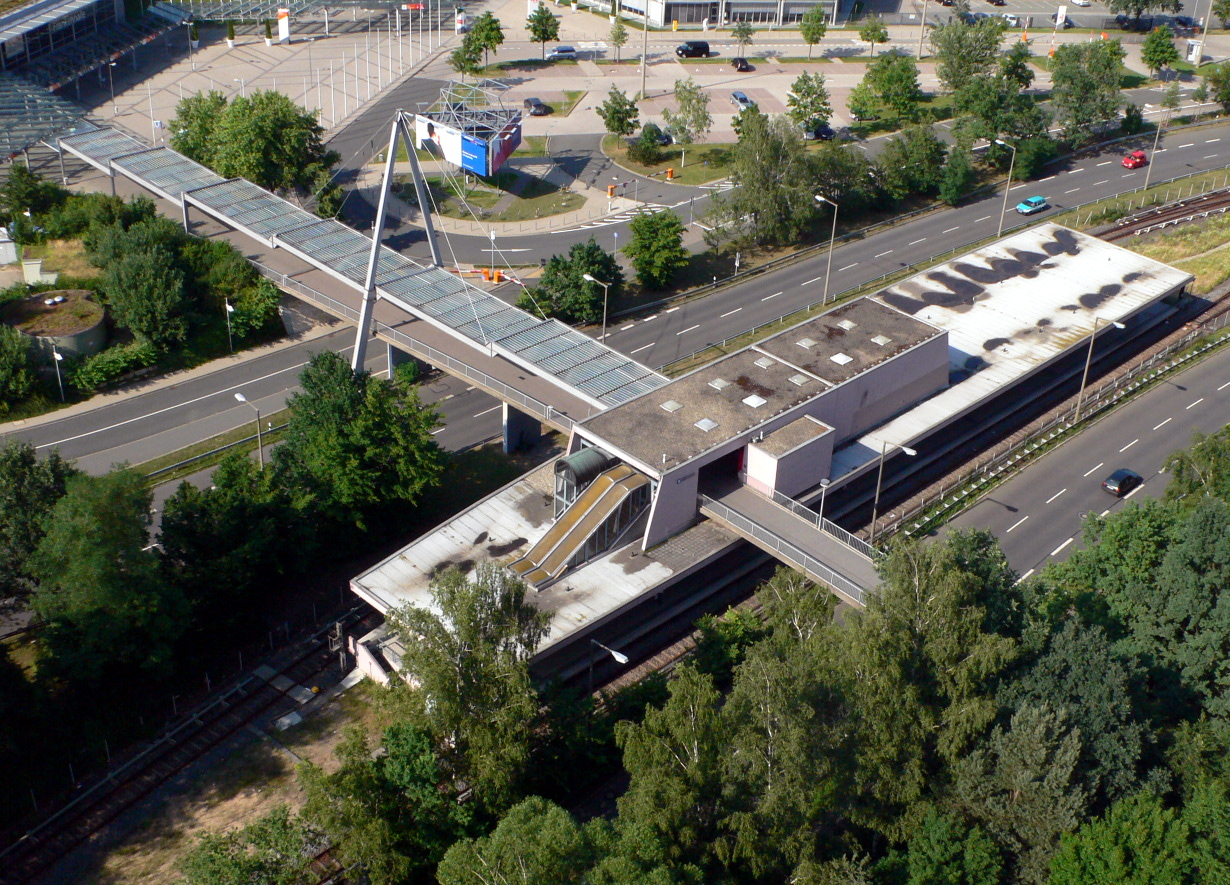
U-Bahnhof Messe von oben
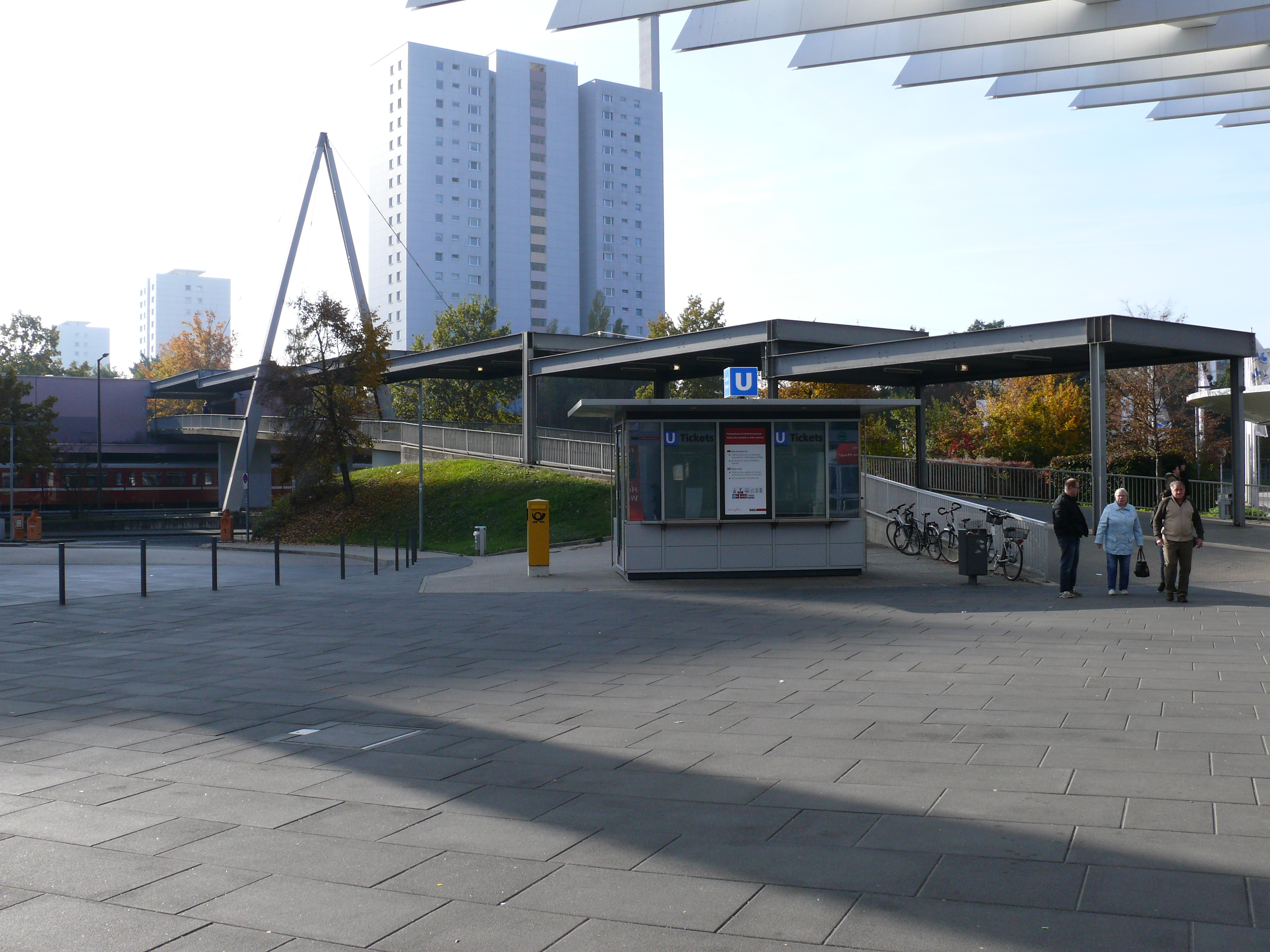
Zugang zum U-Bahnhof von der Messe
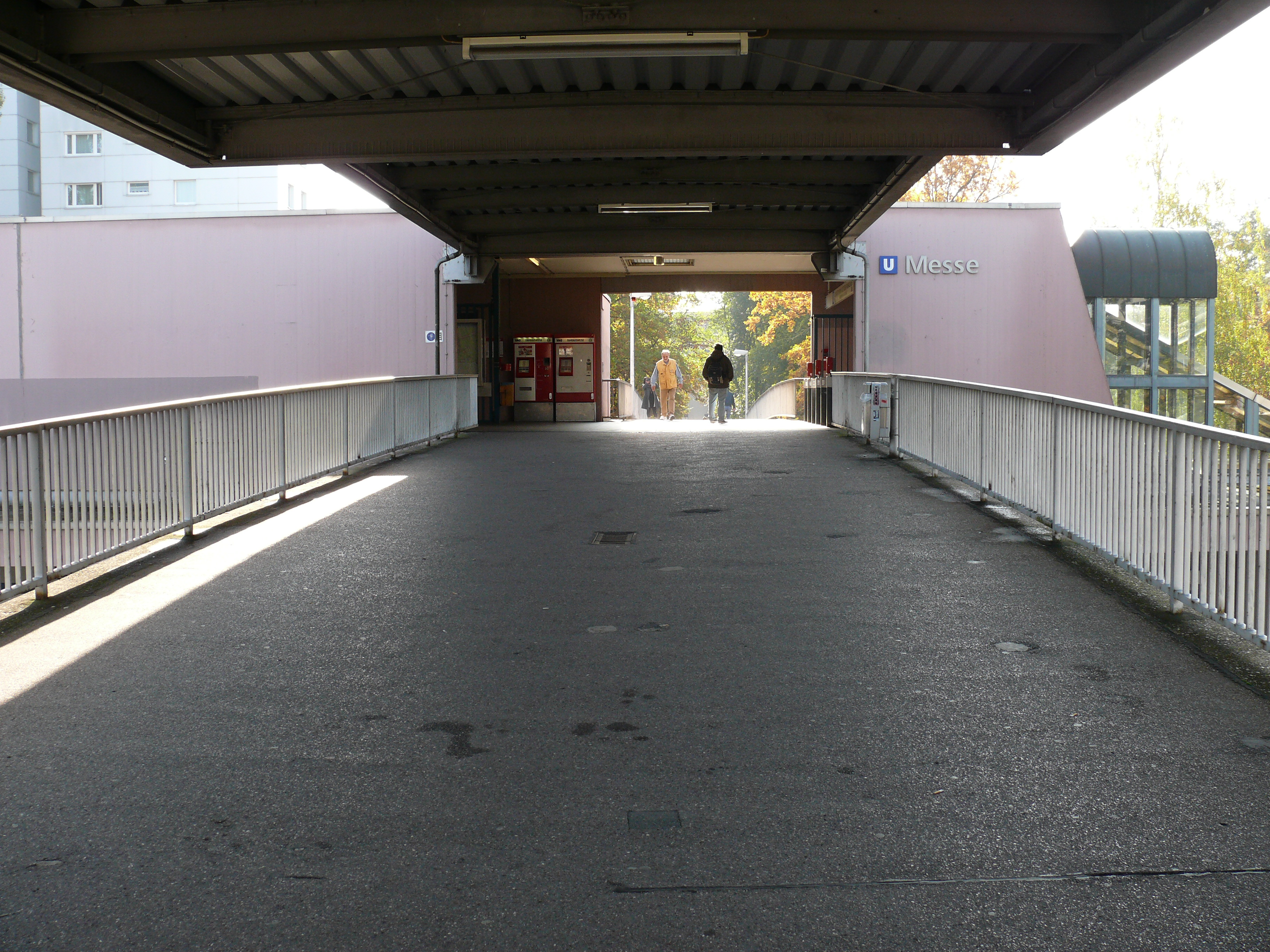
Zugang auf der Fußgängerbrücke
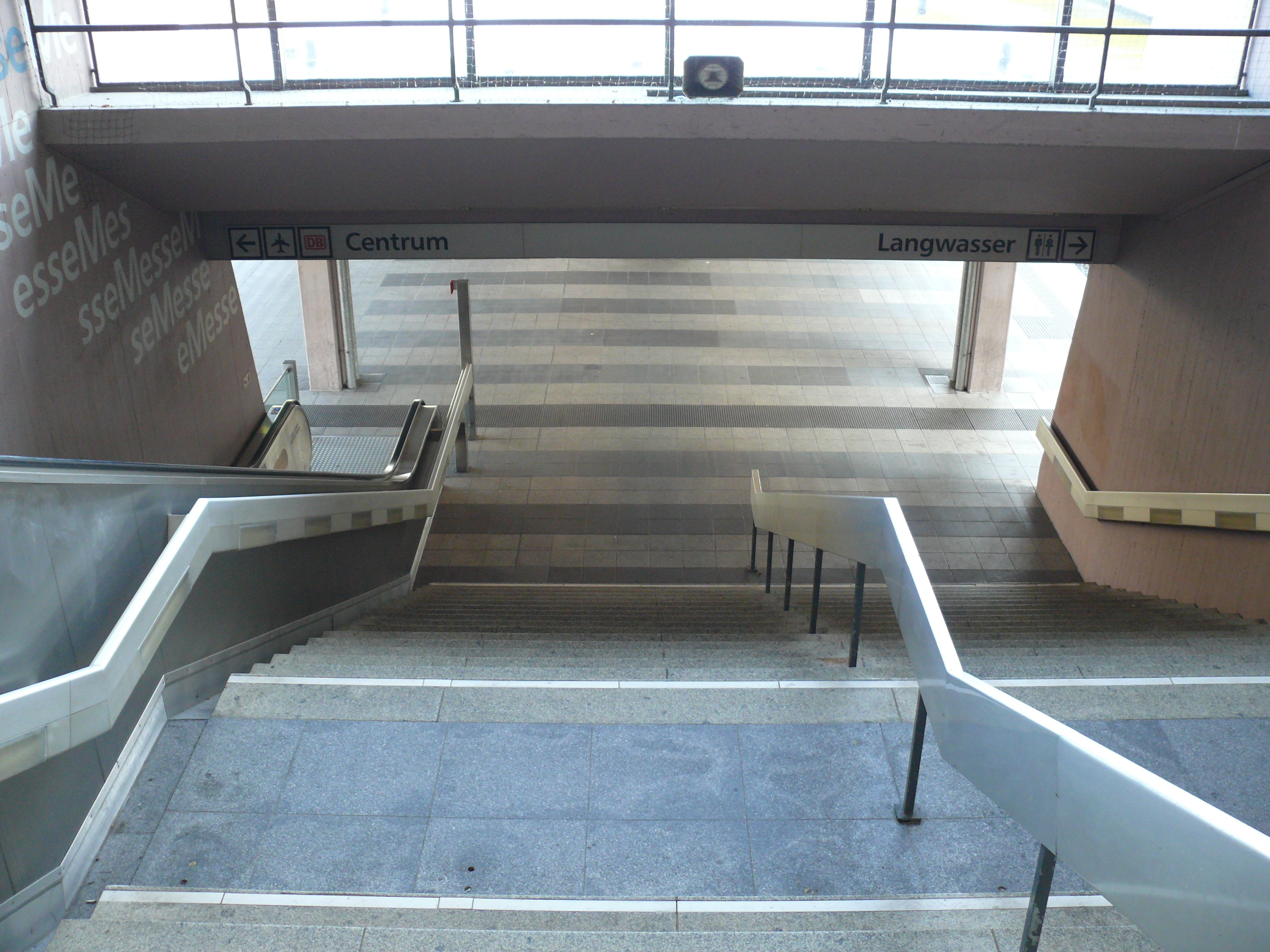
Abgang zur Bahnsteigebene mit Schriftzügen links
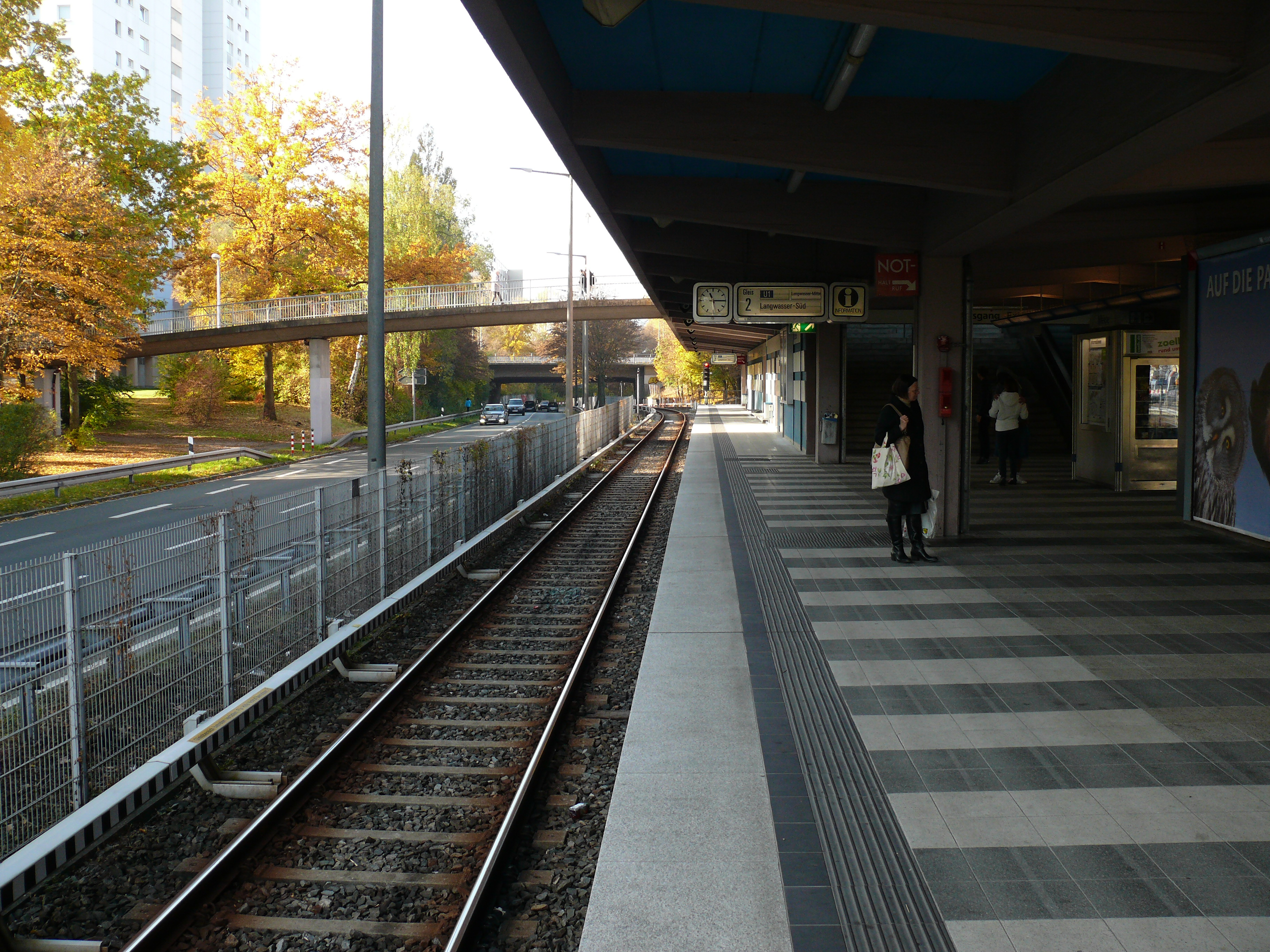
Bahnsteigebene (Gleis 2)
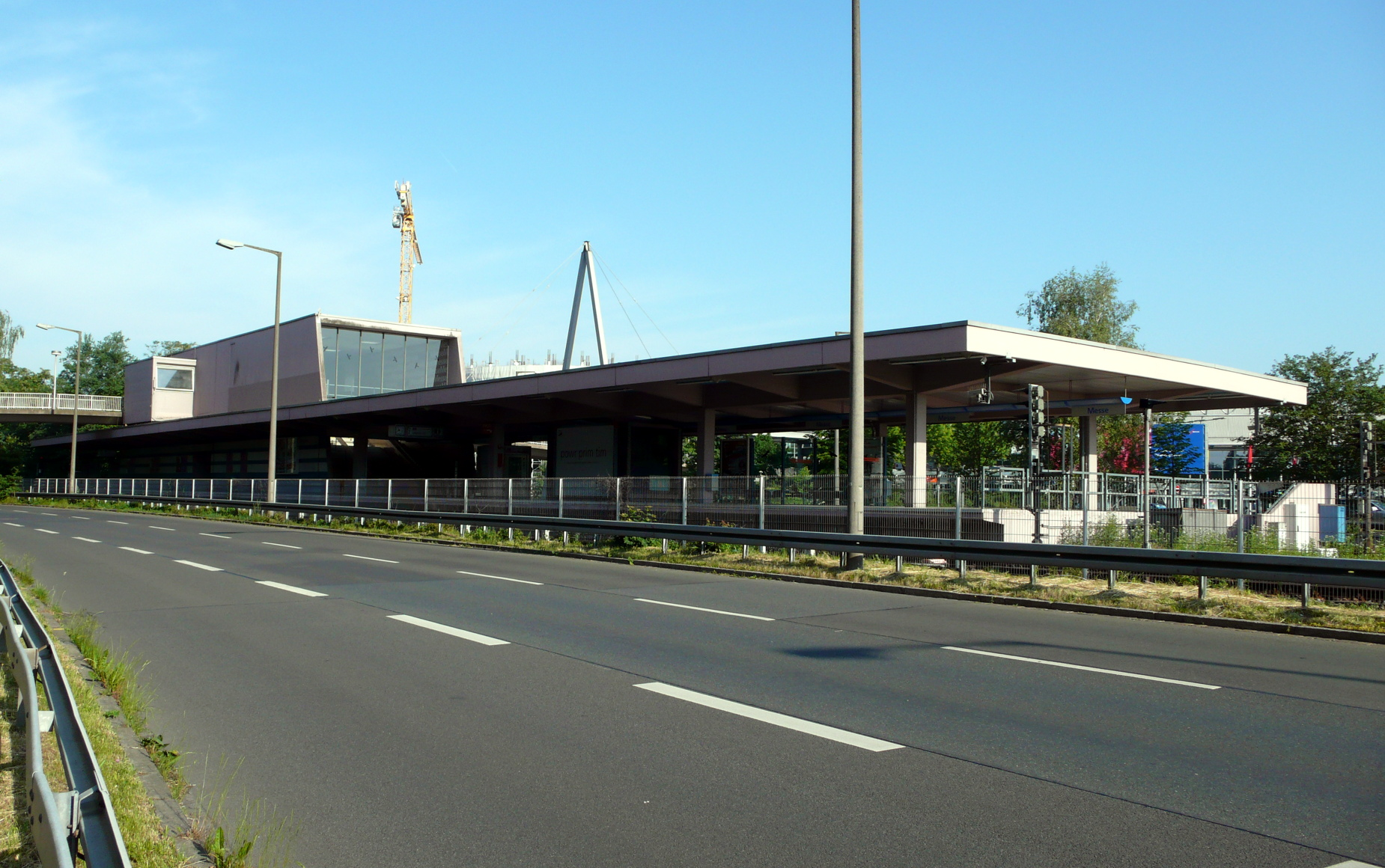
Blick auf den Bahnsteig

Ein ursprünglich am Bahnhof befindliches Stellwerk wurde durch technische Entwicklung überflüssig.

## Linien
| Linie | Verlauf | Takt |
| ----- | --- | --- |
| U1    | Langwasser Süd – Gemeinschaftshaus – Langwasser Mitte – Scharfreiterring – Langwasser Nord – Messe – Bauernfeindstraße – Hasenbuck – Frankenstraße – Maffeiplatz – Aufseßplatz – Hauptbahnhof – Lorenzkirche – Weißer Turm – Plärrer – Gostenhof – Bärenschanze – Maximilianstraße – Eberhardshof – Muggenhof – Stadtgrenze – Jakobinenstraße – Fürth Hauptbahnhof – Rathaus – Stadthalle – Klinikum – Hardhöhe Stand: Fahrplanwechsel Dezember 2023 | 5–7 min (montags–freitags) 3–4 min (Langwasser–Eberhardshof an Schultagen) 6–7 min (samstags) 10 min (sonn-/feiertags) |

Der Bahnhof wird von der U-Bahn-Linie U1 bedient. Am Wochenende und vor Feiertagen verkehren auch die Nachtbuslinien N4 und N15 an der nahegelegenen Bushaltestelle Neuselsbrunn.